# Фомин, Александр Александрович (литературовед)
Александр Александрович Фомин (23 июля (4 августа) 1868, Витебск – 11 декабря 1929, Москва) – историк литературы, педагог, библиотечный и музейный деятель, основатель и первый директор Государственной театральной библиотеки при Малом театре (ныне Российская государственная библиотека искусств).

## Биография
Родился 23 июля (4 августа) 1868 года в городе Витебске в семье разъездного чиновника для перевозки почт по железным дорогам. Мать принадлежала к мещанскому сословию. В 1887 году, окончив Рижскую Александровскую гимназию, поступил на словесное отделение историко-филологического факультета Императорского Московского университета. На старших курсах университета занимался под руководством профессоров Н. С. Тихонравова, В. Ф. Миллера и А. Н. Веселовского. Область научных интересов — русская и французская драматургия, дипломная работа была посвящена русской комедии XVIII века в произведениях малоизвестных и забытых писателей.. Окончил Университет в 1892 г. с дипломом первой степени и золотой медалью, был оставлен при кафедре русской словесности для подготовки к профессорскому званию.
С 1888 года преподавал русский язык, географию и арифметику в Строгановском центральном училище технического рисования, в 1889 — 1894 гг. и 1897 — 1903 гг. одновременно занимал должности помощника хранителя музея и заведующего библиотекой училища.
С 1899 года читал публичные лекции по драматургии в Москве, Санкт-Петербурге и провинциальных городах.
С 1903 по 1913 годы руководил деятельностью коммерческих училищ в Варшаве, Симферополе, Митаве, Сестрорецке и Санкт-Петербурге.
С 1906 по 1908 годы состоял окружным инспектором Рижского учебного округа. В 1908 году организовал поездку на остров Рухну в Балтийском море, где собрал коллекцию предметов культуры и быта островных шведов, (предметы, найденные в экспедиции, хранятся в Российском этнографическом музее и в НИИ МАЭ РАН им. Петра Великого (Кунсткамера) в Санкт-Петербурге).
В 1913 — 1921 годах служил на разных должностях в Российском обществе Красного Креста.
В 1915 году защитил диссертацию на степень магистра в Петроградском университете и начал преподавательскую деятельность в должности приват-доцента кафедры русского языка и русской литературы университета (1915 — 1918).
В апреле 1918 года был принят в число приват-доцентов кафедры русского языка и русской литературы историко-филологического факультета Московского университета.
В 1919 — 1920 годах профессор кафедры словесности гуманитарного факультета Костромского государственного рабоче-крестьянского университета, руководил созданием университетской библиотеки.
В августе 1920 года организовал Общеобразовательные подготовительные курсы при 1-м МГУ (закрыты в 1922 году по причине отсутствия средств для выплаты жалования преподавателям), занимал должность заведующего учебно-педагогической частью.
С сентября 1920 года Фомин начал читать лекции по истории русской литературы и театра на Драматических курсах при Академическом Малом театре, заменив на этом посту литературоведа, профессора Московского университета П. Н. Сакулина. 27 марта 1921 года на собрании дирекции Малого театра под председательством А. И. Южина декану историко-литературного отделения Драматических курсов А. А. Фомину было поручено организовать при них библиотеку (приобретение книг, организация и руководство работой библиотеки, составление правил пользования ее фондом). Торжественное открытие Академической библиотеки Малого театра состоялось 24 мая 1922 года, она расположилась в здании курсов по адресу ул. Софийка (ныне Пушечная), д.2. В первые годы работы библиотеки Фомин передал в ее фонды из личного собрания книги, журналы, фотографии, открытки, гравюры и другие материалы. Благодаря пожертвованиям сотрудников библиотеки, учреждений и частных лиц, закупкам и поступлениям из Книжного фонда Главнауки и Ленинградского книжного фонда к 1926 году объем фонда Государственной театральной библиотеки при Академическом Малом театре (с 1925 года) составил 50 000 томов. Фомин привлекал к работе в библиотеке известных актеров, режиссеров, художников, театроведов, искусствоведов, историков, писателей и других специалистов гуманитарного профиля: А. Г. Бовшек, А. А. Грушку, Н. А. Крашенинникова, П. П. Пашкова, Н. А. Попова, А. Б. Салтыкова, К. В. Сивкова, Е. П. Херсонскую и др.
В 1922 — 1929 годах А. А. Фомин заведовал Отделением домашнего быта Специального исторического разряда Государственного исторического музея. В состав фондов отделения Фомина входили музейные предметы из разных видов металлов (в том числе драгоценных), стекла, фарфора, кости и других материалов. Уволен 17 сентября 1929 года в числе 34 сотрудников ГИМ в связи с «рационализацией работы музея».
В 1925 году по заданию ГИМ и Общества по изучению Крыма совершил инспекционную поездку в Судак, добился организации охраны генуэзской Судакской крепости. В 1926 году возглавил первую научную археологическую экспедицию для ее изучения. В 1926 — 1928 годах руководил в Судаке работой Московской исследовательской группы, организовал на территории крепости в здании бывшей мечети Падишах-Джами археологический музей и библиотеку.
Умер 11 декабря 1929 года, похоронен в Москве на Введенском кладбище (участок 5).

## Научная деятельность
Сфера научных интересов А. А. Фомина — русская литература и общественная мысль XVIII - XIX веков, А. Н. Островский, В. А. Жуковский, А. С. Пушкин. Многие годы занимался изучением архива семьи Тургеневых, хранившегося в Париже у сына декабриста Н. И. Тургенева — скульптора П. Н. Тургенева. Фомин стал посредником в передаче архива Тургеневых в дар Библиотеке Императорской Академии наук, осуществлял первичную обработку и описание документов. Документы архива Тургеневых хранятся как самостоятельные фонды в составе рукописного отдела Института русской литературы (Пушкинский дом) Российской академии наук и Российского государственного архива литературы и искусства (РГАЛИ).
Литературоведческую работу сочетал с публикаторской деятельностью. Им были опубликованы письма В. А. Жуковского к императору Николаю I и его супруге,, переписка В. А. Жуковского с королем Прусским Фридрихом-Вильгельмом IV,  письма семьи Тургеневых к В. А. Жуковскому, письма Н.И. Тургенева к братьям С. И. Тургеневу и А. И. Тургеневу,  письма А. И. Тургенева, Е. С. Уваровой, А. Х. Бенкендорфа и др. по поводу смерти А. С. Пушкина  и другие документы.

## Семья
Отец — Александр Иванович Фомин (1845 — не ранее 1915).
Мать — Роза Семеновна Фомина (ур. Броницкая, ? — не позднее 1912).
Братья и сестры:
- Иван Александрович Фомин (1872 — 1936) — русский и советский архитектор, преподаватель, историк архитектуры.

- Ольга Александровна Боданинская (1873 — 1927) — художница, первая жена художника, основателя и первого директора Бахчисарайского музея Усеина Абдурефиевича Боданинского.

- Валерий Александрович Фомин (1875 — 1927) — русский и советский архитектор. В 1900 г. окончил естественное отделение физико-математического факультета Московского университета, автор проекта перестройки здания для Государственного электромашиностроительного института им. Каган-Шабшая в Москве, в котором позднее расположился Московский авиационно-технологический институт.

- Надежда Александровна Фомина (1878 — 1895) — художница.

Жена:
Надежда Дмитриевна Жураковская (? — не ранее 1909) — дочь военного инженера, генерал-лейтенанта Дмитрия Андреевича Жураковского (1822 — 1894).
Дети:
- Сын — Юрий Александрович Фомин (1894 — 197?) — архитектор, эмигрировал, большую часть жизни прожил в Греции.

- Дочь — Татьяна Александровна Фомина (1900 — ?).

- Падчерица — Вера Александровна Обручева (1896 — 1973/1974), вторая супруга известного геолога С. В. Обручева, собаковод, крупнейший в СССР специалист по боксёрам.

Жена:
София Васильевна Львова (1886 — 1962) — искусствовед, сотрудник Государственного Румянцевского музея, Государственной театральной библиотеки при Малом театре, Государственного исторического музея.

## Основные работы
- Положение русской женщины в семье и обществе по произведениям А.Н. Островского : литературные материалы для истории русского общественного развития в XIX веке. – М. : Типо-литогр. т-ва И.Н. Кушнерев и К°, 1899. - 67 с.

- Новые материалы для биографии Пушкина : (из Тургеневского архива) : [письма А.И. Тургенева и других к разным лицам]. – СПб. : Тип. Имп. Акад. наук, 1908. - [2], 52 с. Отд. отт. из: Пушкин и его современники. СПб., 1908. Вып. 6.

- Новые рукописи А.С. Пушкина. – СПб., 1911. - 24 с., 8 л. ил. : ил., факс. Отд. отт. из: Русский библиофил.  1911. № 5 (сентябрь).

- Поэт и король, или История одной дружбы : переписка В.А. Жуковского с королем прусским Фридрихом-Вильгельмом IV. – СПб. : Тип. "Сириус", 1913. - 66, [3] с., 10 л. ил., факс. Отд. отт. из: Русский библиофил. 1912. № № 7/8 (ноябрь-декабрь).

- Петр Николаевич Тургенев и его дар русской науке. – СПб. : Тип. Имп. Акад. наук, 1913. - 66, [2] с., [45] л. ил., факс. : ил. Отд. отт. из:  Отчет о деятельности Академии наук по Отделению русского языка и словесности за 1912 год. СПб., 1912.

- К вопросу об авторах неподписанных статей в "Литературной газете" 1830 года и статья Ал.С. Пушкина об Ив.В. Киреевском по поводу его обзора русской литературы. – СПб. : [Тип. "Сириус"], 1914. - 30 с. : ил. На обл. загл.: Памяти А.С. Пушкина.

- К истории вопроса о развитии в России общественных идей в начале XIX века. -  [Петроград : Тип. "Сириус", 1915]. - 93 с. : ил., факс. Отд. отт. из: Русский библиофил.  1914. № 5 (сентябрь), № 7 (ноябрь).

- Письма И.С. Тургенева к декабристу Н.И. Тургеневу и его семье с 1858 по 1883 г. // Тургенев и его время : первый сборник / Тургеневская комиссия Общества любителей российской словесности ; под ред. Н.Л. Бродского. – М. ; Петроград : Гос. изд-во, 1923. - С. 203-288

- Связь творчества Островского с предшествовавшей драматической литературой // Творчество А.Н. Островского : юбилейный сборник / под ред. С.К. Шамбинаго ; Российская академия художественных наук, Театральная секция. – М. ; Петроград : Гос. изд-во, 1923. - С. 1-25.

- Черты романтизма у А.Н. Островского // Творчество А.Н. Островского : юбилейный сборник / под ред. С.К. Шамбинаго ; Российская академия художественных наук, Театральная секция. – М. ; Петроград : Гос. изд-во, 1923. - С. 92-138.